# Revolta Basmachi
A Revolta Basmachi (em russo Восстание басмачей) ou Basmachestvo (Басмачество) foi uma revolta contra o controle do Império Russo e posteriormente da Rússia soviética da Ásia Central. 
O movimento começou em 1916 durante a Primeira Guerra Mundial como uma revolta contra os russos, e levou a uma longa guerra civil contra o controle dos soviéticos. As raízes do movimento residiam na violência que eclodiu em 1916 no recrutamento de muçulmanos para servirem na Primeira Guerra Mundial. Nos meses seguintes da Revolução de Outubro de 1917, a violência renovada desenvolvida em uma grande revolta centrada no Vale de Fergana, espalhando rapidamente em todo o Turquestão soviético. Guerrilha e guerra convencional perduraram por anos em várias regiões, e a violência era tanto anti-soviética e anti-russo. Depois de grandes campanhas do Exército Vermelho e concessões em relação às práticas econômicas e islâmicas em meados dos anos 1920, a sorte dos militares e o apoio popular dos basmachis diminuiu. Embora a resistência deflagrasse outra vez em resposta a coletivização forçada, a sovietização da Ásia Central procedeu em ritmo acelerado e a luta terminou.

## O Movimento Basmachi
Fontes soviéticas retratam como um movimento islâmico tradicionalista, juntamente com criminosos comuns e agitadores de massas, bem como radicais islâmicos. Chamaram os primeiros rebeldes de "Basmachis" ou "ladrões" em um sentido pejorativo deliberado. Outros historiadores afirmam que muitos eram simples camponeses e nômades que opõe ao imperialismo cultural da Rússia, e, evidentemente, a causa mais importante foi a dura política soviética e apreensão de alimentos e suprimentos. Sendo este um componente importante da base rebelde, uma vez que as autoridades soviéticas continuaram a política colonial do regime czarista. Por isso, os islâmicos tradicionais e Pan-Turanistas foram dois importantes componentes do movimento, mas criminosos comuns estavam presentes. 

## Contra o Império Russo (1916)
A rebelião começou no Verão de 1916, quando o governo do Império Russo terminou a isenção do serviço militar para os muçulmanos. Nestas circunstâncias, a Ásia Central aumentou sua revolta contra o Estado russo. O confisco das terras de pastoreio pelas autoridades czaristas, havia criado animosidade entre a população local. A revolta levou a uma série de confrontos e de um brutal massacre efetuado por ambos os lados.

## Primeira Fase da Revolta Basmachi (1918-1920)

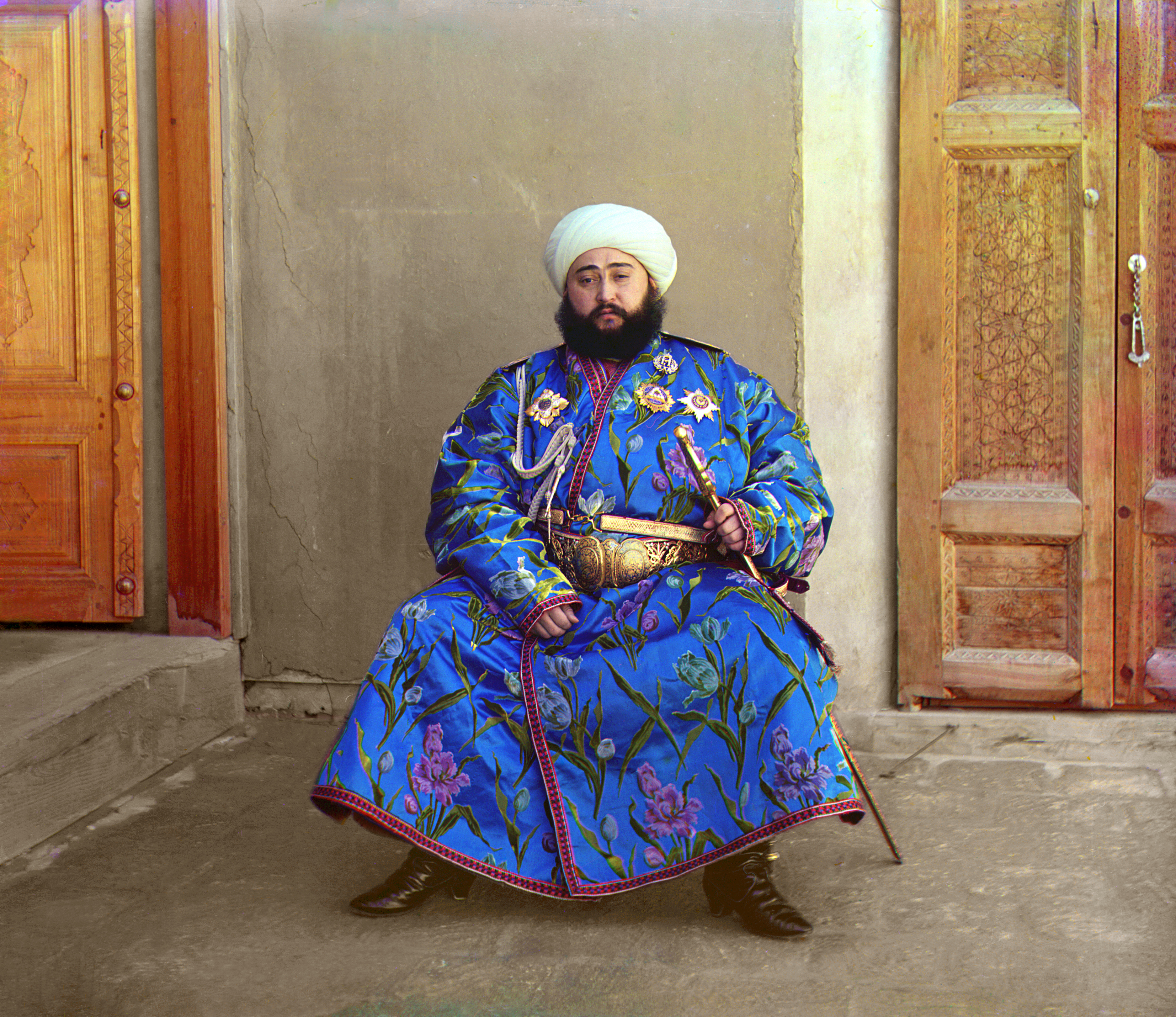
Maomé Alim Cã (1880-1944), último emir de Bucara. Foto tirada por Sergei Prokudin-Gorski em 1911.

Após a Revolução de Outubro, alguns líderes locais como Faizullah Khojaev aliado da Rússia Soviética e assessorado pelo Exército Vermelho na captura de Bucara e Quiva, outros líderes, como o antigo Emir de Bucara, Maomé Alim Cã, ingressaram em um movimento contra os russos com dois de seus generais, recrutando uma milícia de cerca de 30 mil homens. No verão de 1920, os Basmachis ganharam o apoio popular na maioria do vale de Fergana, um tradicional bastião do Islã conservador. 
Os Basmachis se logo multiplicaram e espalharam em grande parte do Turquestão. A maior parte do Turquestão no momento, ironicamente, não foi contra a Rússia soviética quando os Basmachis se estavam revelando, mas ao abrigo de outros regimes (República Socialista Soviética da Corásmia e da República Popular Soviética de Bucara, apesar desses regimes serem aliados nos Rússia Soviética. As forças do Exército Vermelho incluindo Tártaros e asiáticos centrais, que apoiaram a invasão para aparentar que pelo menos eram algumas populações locais. Deve-se ressaltar que ao contrário do antibolchevique Exército Branco, os Bashmachis não foram considerados como aliados pelas forças ocidentais, e não recebeu qualquer ajuda exterior. A Entente via os Basmachis como potenciais inimigos devido a sua ideologia Pan-Turca e pan-islâmica de alguns dos seus dirigentes. No entanto, alguns grupos Basmachis receberam apoio do Serviço de inteligência turcos e britânicos, e para verificar essa ajuda externa, destacamentos especiais do Exército Vermelho se disfarçaram como forças Basmachis e conseguiram interceptar estas disposições. 
No início 1920, a revolta Basmachi propagou tanto que o governo soviético percebeu o risco de perder todo o seu território do Turquestão. No entanto, lutas internas no seio dos Basmachis os tornavam mais fracos em comparação com o aparelho político soviético (que, em comparação, tinha proposto uma visão simples e comum, bem como uma grande potência militar). O governo de Lênin fez concessões para o sentimento nacional, a fim de reprimir a oposição política turquestanas a ser uma parte da União Soviética. (As medidas conciliatória incluíram entregas de alimentos, isenção fiscal, promessas de reforma agrária, a supressão das políticas anti-islâmicas lançadas durante a Guerra Civil Russa e a promessa de acabar agrícolas controles). Com todas estas medidas, houve a diminuição da atratividade do movimento Basmachi e permitiu que o Exército Vermelho derrota-se os Basmachis liderado pelo ex-Emir de Bucara.

## Segunda Fase da Revolta Basmachi (1921-1923)

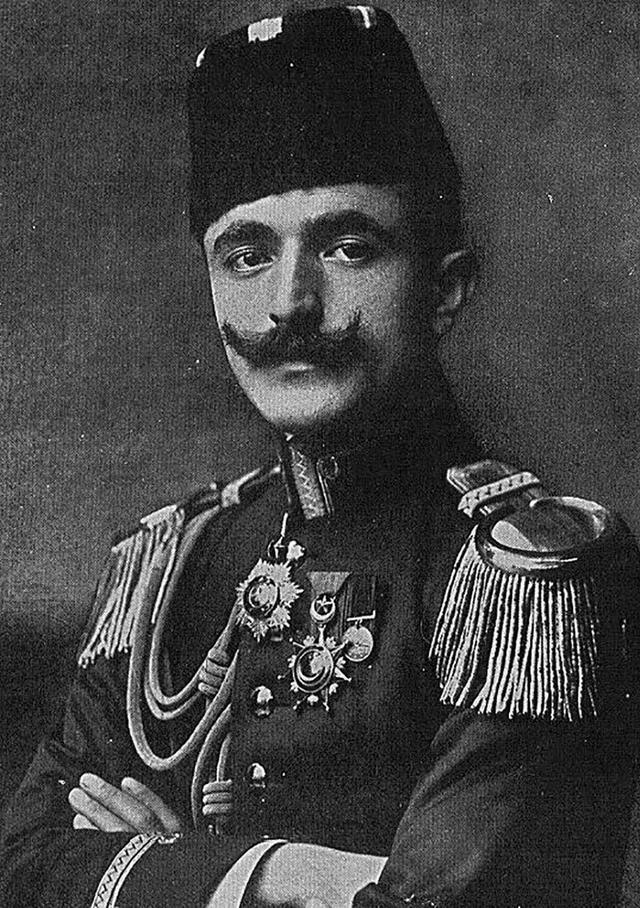
Enver Paşa

Em Novembro de 1921, o general Enver Paşa, antigo ministro da Defesa da Turquia, chegou na região com a tarefa de conciliar as partes beligerantes. Mas em vez de fazer isso, uniu os dirigentes Basmachis e rompeu com seus antigos aliados, os soviéticos, sob o slogan do pan-turquismo e pan-islamismo, com o objetivo de criar um único Estado islâmico na região. Ele conseguiu transformar os milicianos Basmachis em um exército profissional de 16 mil homens. No início 1922, uma parte considerável da República Soviética de Bucara estava sob o controle dos Basmachi. Mais uma vez, as autoridades soviéticas decidiram adotar uma estratégia dupla para esmagar a rebelião: reconciliação política e económica de cooperação com a criação de uma milícia voluntária composta por camponeses muçulmano locais chamados "Os Paus Vermelhos", e na participação de soldados regulares muçulmanos em combate contra os Basmachis. Como antes, a estratégia dos soviéticos foi bem sucedida e, quando em Maio de 1922, Enver Paşa rejeitou a oferta de paz oferecida e emitiu um ultimato exigindo a retirada de tropas do Exército Vermelho do Turquestão no período de quinze dias. Moscou estava pronto para o confronto. Em Junho de 1922, unidades soviéticas lideradas pelo general Kakurin, derrotaram as forças Basmachis na batalha de Kafrun, onde Enver Paşa sofreu sua maior derrota. O Exército Vermelho começou a levar os rebeldes ao leste, e retomou a maioria das cidades e aldeias que foram capturados anteriormente pelos Basmachis. Enver foi morto em sua última cavalaria em 4 de agosto de 1922, perto de Baldzhuan no Turquestão (atual Tajiquistão). 
Outro comandante Basmachi, Selim Paşa, continuou a luta, mas finalmente fugiram para o Afeganistão em 1923. 
Outros Basmachis recuaram para o Vale Fergana (1923-1924), e foram liderados por Sher Muhammad Bek (Kurshermat). A Inteligência britânica relatou que, Sher Mohammed possuía forças de 5 mil-6 mil homens. Além disso, alguns milhares de Basmachis tornaram-se gradualmente puramente bandidos que aterrorizavam o campo.

## Operações intermitentes dos Besmachis e a derrota da revolta (1923-1931)
Depois de perderem seus melhores comandantes, e muitos homens, o movimento Basmachi foi destruído como uma força política e militar, e alguns dos rebeldes restantes decidiram se esconder nas montanhas e iniciar uma guerrilha que consistia em atos terroristas, tomando reféns, sabotagem, extorsão e incursões brutais. Este tipo de operações, e as medidas conciliadoras tomadas pelo governo soviético causou a perda do apoio da população local, que começaram a ver os Basmachis simplesmente como elementos criminosos. A revolta Basmachi já havia cessado em 1926. No entanto, algumas escaramuças ocasionais e combates continuaram até 1931, quando os soviéticos capturaram o líder Basmachi Ibrahim Beg. Na área do atual Quirguizistão, os últimos sítios dos basmachis foram destruídos em 1934.

## Consequências
Líderes locais começam a cooperar com as autoridades soviéticas da Ásia central e, muitos aderem ao Partido Comunista, muitos deles atingindo elevados cargos no Governo da República Socialista Soviética do Uzbequistão, a república estabelecida em 1924 que incluía o atual Uzbequistão e Tadjiquistão. Durante o período soviético, o Islã se tornou um ponto focal das direções das medidas anti-religiosas das autoridades comunistas. O governo fechou muitas mesquitas e escolas religiosas se tinham tornado museus anti-religiosos. Os uzbeques que se mantiveram sua prática do Islã foram tomados como nacionalistas e frequentemente sujeitos a penas de prisão ou execução. Pelo lado positivo, houve a emancipação das mulheres, industrialização, um alto padrão de vida e à virtual eliminação do analfabetismo, mesmo em áreas rurais. Apenas uma pequena proporção da população era alfabetizada antes de 1917, e esta percentagem aumentou para quase 100 por cento sob os soviéticos.